# Otokar
Otokar Otomotiv ve Savunma Sanayi A.Ş. — дочірня компанія турецької фінансово-промислової групи Koç Holding, що спеціалізується на виробництві автобусів і військової техніки. Виробничі потужності розташовані в провінції Сакар'я.
Фірма виробляє міські та міжміські автобуси особливо малого, малого і середнього класу.
Також фірма працює в галузі ОПК з продуктом Otokar Cobra  — колісний бронеавтомобіль, розроблений з використанням багатьох компонентів американського броньовика HMMWV. У 2014 році компанія продала 368, в 2015—487, а в 2016 році — 595 бронемашин. Якщо в перші шість місяців минулого року компанія виробила 257 одиниць бронетехніки, то в аналогічному періоді 2017 року — 292.